# Bowler Off Road
Bowler Off Road Ltd. ist ein britischer Kleinserienhersteller, der sich auf geländegängige Fahrzeuge für den Wettbewerbseinsatz spezialisiert hat. Wachsender Beliebtheit erfreuen sich die Konstruktionen der Firma bei privaten Teilnehmern des Africa Eco Race und der Rallye Dakar sowie anderen Rallye-Raid-Veranstaltungen, wie das Anwachsen der Zahl an Teilnehmern mit Bowler-Fahrzeugen von 8 bei der Rallye Dakar 2004 auf 21 im Jahr 2006 zeigt. Als Gründe hierfür werden zumeist die vergleichsweise günstigen Preise sowie der entfallende Umrüstungsaufwand für Rallye-Veranstaltungen genannt.

## Geschichte
Im Jahr 1984 stellte Bowler seinen ersten Prototyp auf Basis des Land Rover Defender vor; zwei Jahre später realisierte er ein Kundenfahrzeug, das neben der Basis auch den Radstand von 88 Zoll (ca. 2235 mm) mit dem Prototyp gemeinsam hatte.
In den folgenden Jahren wurde dieses Grundkonzept unter dem Aspekt einer stärkeren Ausrichtung am Motorsport zu verschiedenen Serienmodellen (siehe Abschnitt Modelle) weiterentwickelt. Das erste davon abweichende Fahrzeug der Firma ist der 2006 vorgestellte Bowler Nemesis, dessen Basis der Range Rover Sport bildet.
Bowler Off Road wurde im Dezember 2019 von Jaguar Land Rover übernommen.

## Modelle

### 88″ Tomcat
Dieses 1989 vorgestellte Modell markiert das erste Serienprodukt der Firma Bowler; es war bereits für den Wettbewerbseinsatz konzipiert worden. Die Zahl 88 im Namen dieses Fahrzeuges steht für seinen Radstand, der 88 Zoll beträgt.

### 100″ Tomcat
1995 wurde diese Variante des 88″ Tomcat mit 100 Zoll (2540 mm) Radstand entwickelt. Diese Maßnahme hatte das Ziel, die Fahrstabilität bei hohen Geschwindigkeiten – auf Kosten der Wendigkeit – zu verbessern.

### Wildcat 100

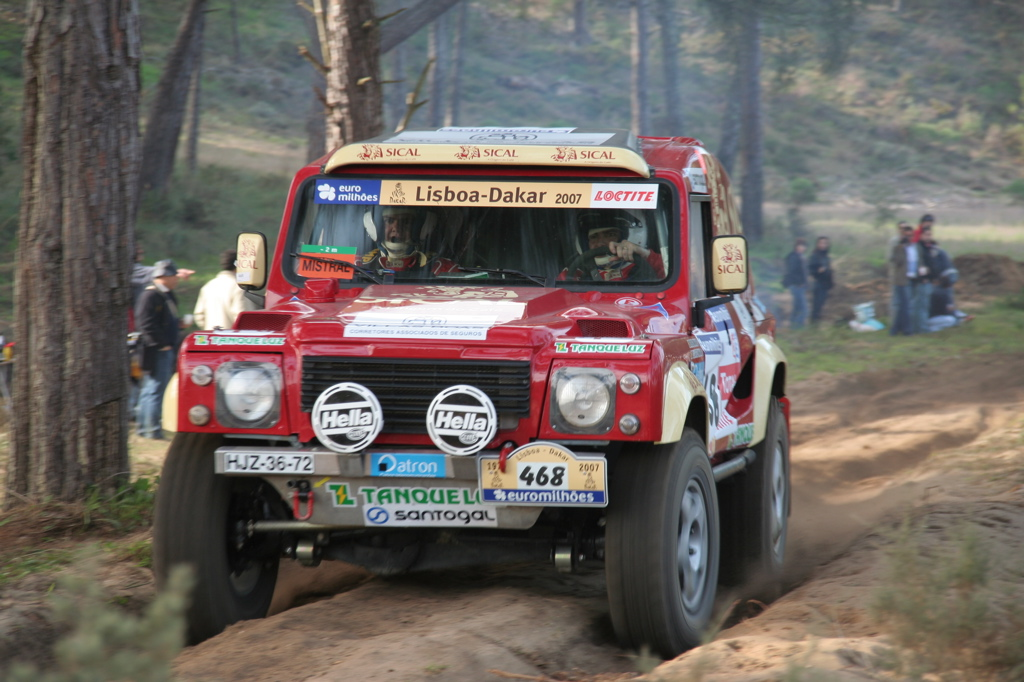
Bowler Wildcat 200

1997 stellte Bowler mit dem Wildcat 100 das erste Modell vor, das als Neuwagen zugelassen wurde. Erstmals wurde beim Wildcat 100 der stabile, aber schwere Leiterrahmen des Land Rover Defender durch einen Gitterrohrrahmen ersetzt. Der Radstand von 100 Zoll des 100″ Tomcat wurde beibehalten, durch die neue Rahmenkonstruktion wurde das Fahrzeug jedoch leichter.

### Wildcat 200
Dieses Modell wurde im Jahr 2000 vorgestellt, basiert wie seine Vorgänger zum Großteil auf dem Land Rover Defender und wird neben der für den regulären Straßenverkehr zugelassenen Variante mit speziellen Modifikationen für bestimmte Motorsportklassen bzw. -veranstaltungen angeboten.
Im Einzelnen sind dies:
- Wildcat 200 Rally Raid
- Wildcat 200 European Baja
- Wildcat 200 Dakar

Der Radstand beträgt beim Wildcat 200 106 Zoll (ca. 2692 mm). Zentrales Element dieses Modells ist wie bereits bei seinem Vorgänger ein Gitterrohrrahmen, auf dem eine aus Verbundwerkstoffen gefertigte Karosserie ruht. Als Motoren kommen Land-Rover-V8-Aggregate mit 4,0 und 4,6 Litern Hubraum zum Einsatz, eine 5,0-Liter-Variante befand sich im Januar 2007 in der Versuchsphase. Auch der ebenfalls von Land Rover stammende 2,5-Liter Turbodiesel-Motor (Bezeichnung: TD5) wird für den Bowler Wildcat 200 angeboten. Für die Benzinmotoren bietet Bowler Leistungssteigerungen in vier Stufen an. Vorder- und Hinterachskonstruktionen des Wildcat 200 stammen aus dem Land Rover Discovery S11.

### Nemesis

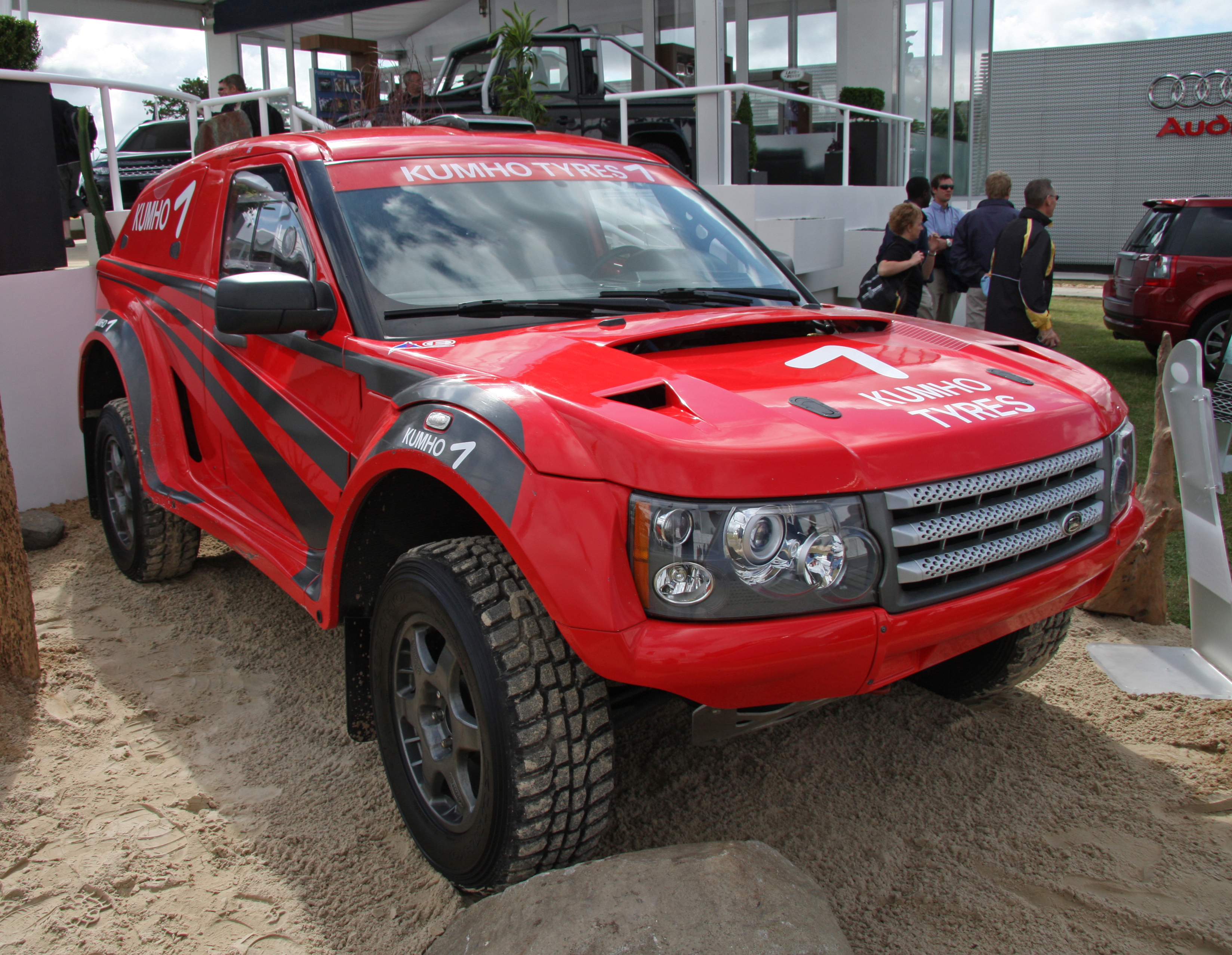
Bowler Nemesis

Der Nemesis wurde Januar 2007 vorgestellt. Er basiert auf dem Range Rover Sport. Als Motoren kommen zwei Benzin-Aggregate zum Einsatz: ein 4,4-Liter-Saugmotor und eine aufgeladene 4,2-Liter-Variante.

### EXR
Der EXR ist eine Weiterentwicklung des Nemesis und wurde 2010 eingeführt. Er verfügt über einen 5,0 l großen V8-Motor und erfüllt, wie die Vorgänger, die Erfordernisse der T1-Klasse der FIA. Unter der Bezeichnung EXR S ist erstmals auch eine Version für den Alltagseinsatz verfügbar. Der EXR S verfügt über Komfortdetails wie Zweizonen-Klimaanlage, Ledersitze, Funkschlüssel und wahlweise Verzicht auf den Überrollkäfig.

### CSP 575
Die Form des 2016 eingestellten Land Rover Defender nutzt das im November 2020 vorgestellte Projektfahrzeug CSP 575. Der 4-sitzige Geländewagen wird von einem Supercharged 5,0 l V8-Motor mit 423 kW (575 PS) vom Range Rover Sport SVR angetrieben. Es ist geplant die ersten Fahrzeuge der limitierten Kleinserie im zweiten Halbjahr 2021 auszuliefern, der Kaufpreis wird bei etwa 220.000 € liegen.